# Detroit Mustangs
O Detroit Mustangs foi um clube  americano de futebol com sede em Detroit, Michigan, membro da American Soccer League. Os Mustangs começaram sua primeira temporada conhecida simplesmente como Detroit S.C..